# لي إمبري
لي إمبري (بالإنجليزية: Lee Embree)‏ هو ضابط ومصور أمريكي، ولد في 9 يوليو 1915 في آيوا في الولايات المتحدة، وتوفي في 24 يناير 2008.